# Stosunki Międzynarodowe (kwartalnik)
Stosunki Międzynarodowe : International Relations – czasopismo naukowe wydawane od 1982 w Warszawie przez Instytut Stosunków Międzynarodowych Uniwersytetu Warszawskiego poświęcone stosunkom międzynarodowym; od 1999 redaktorem naczelnym jest dr hab. Stanisław Bieleń.
Dwujęzyczny oficjalny tytuł pisma wynika z faktu, iż oprócz niego na rynku funkcjonuje także wydawany krócej i przez innego wydawcę, lecz o wcześniej zarejestrowanym sądowo tytule, miesięcznik popularnonaukowy „Stosunki Międzynarodowe”.